# Danleng

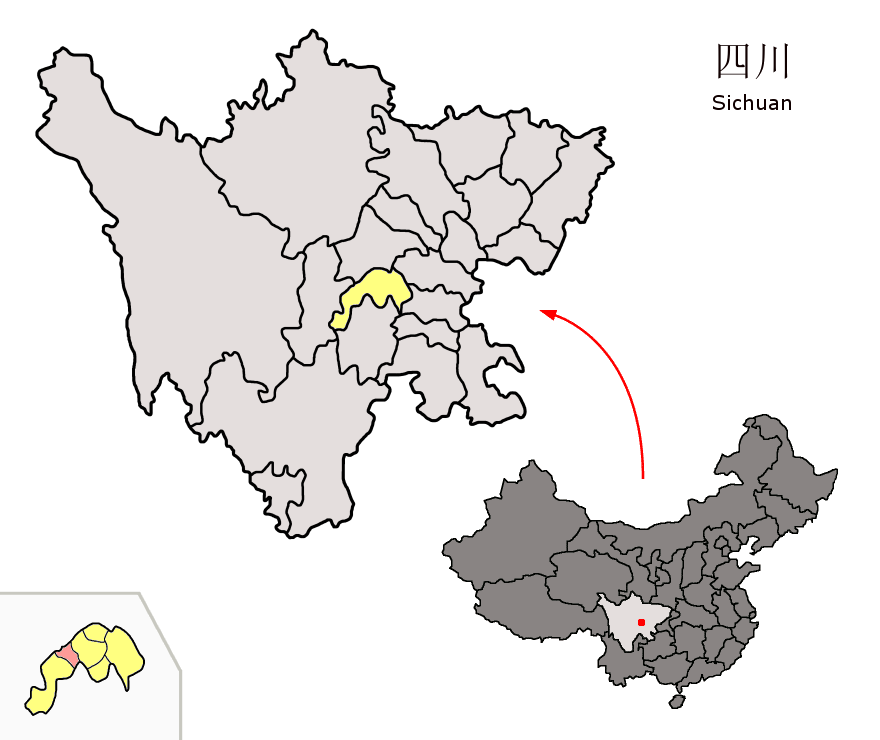
Lage des Kreises Danleng (rosa) in Meishan (gelb).

Danleng (丹棱县,  Dānléng Xiàn) ist ein Kreis der bezirksfreien Stadt Meishan in der chinesischen Provinz Sichuan. Er hat eine Fläche von 340,2 Quadratkilometern und zählt 148.820 Einwohner (Stand: Zensus 2020). Sein Hauptort ist die Großgemeinde Danleng (丹棱镇).

## Administrative Gliederung
Auf Gemeindeebene setzt sich der Kreis aus fünf Großgemeinden und zwei Gemeinden zusammen. Diese sind: 
- Großgemeinde Danleng 丹棱镇
- Großgemeinde Yangchang 杨场镇
- Großgemeinde Renmei 仁美镇
- Großgemeinde Shuangqiao 双桥镇
- Großgemeinde Zhangchang 张场镇

- Gemeinde Shiqiao 石桥乡
- Gemeinde Shunlong 顺龙乡